# Gemeine Herrschaft

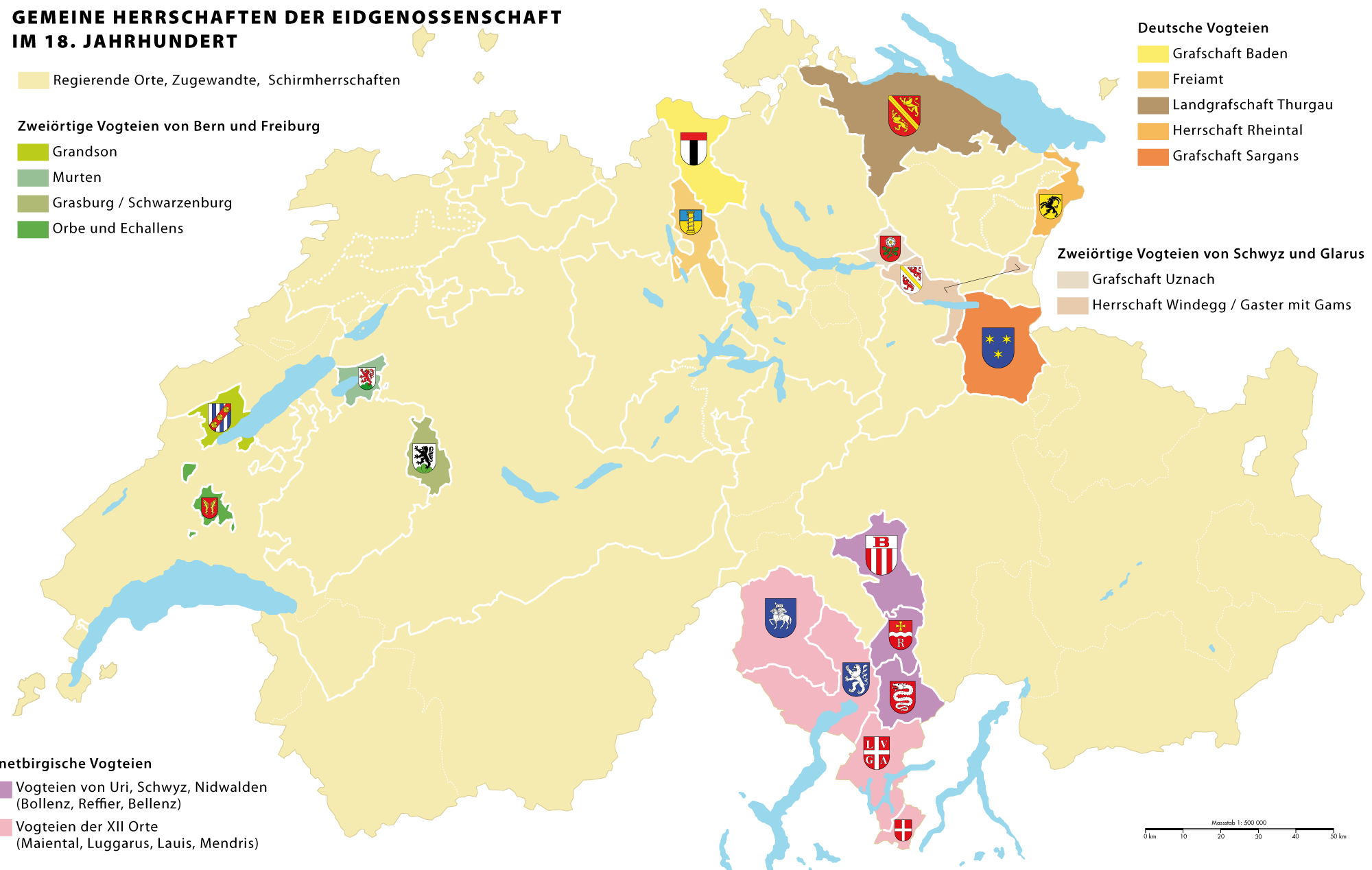
Karte der gemeinen Herrschaften in der Alten Eidgenossenschaft im 18. Jahrhundert

Als gemeine Herrschaften wurden in der Alten Eidgenossenschaft bis 1798 Gebiete bezeichnet, die von mehreren der XIII regierenden Alten Orte gemeinsam erobert und als Vogteien auch gemeinsam verwaltet wurden. Die Zahl und die Kombination der regierenden Orte variierten dabei stark. Nach dem Zweiten Villmergerkrieg 1712 erzwangen die reformierten Kantone eine neue Zusammensetzung der regierenden Orte in den deutschen gemeinen Vogteien.

## Deutsche gemeine Vogteien
Die «deutschen gemeinen Vogteien» lagen im Aargau und in der Ostschweiz. Sie wurden von der Eidgenossenschaft in Zusammenhang mit den Schweizer Habsburgerkriegen erworben.
- Freie Ämter (1415); VII Orte (ohne Bern), nach 1712 Oberes Freiamt: VIII Orte, Unteres Freiamt: Zürich, Bern, Glarus
- Grafschaft Baden (1415); VIII Orte, nach 1712 Zürich, Bern, Glarus
- Grafschaft Sargans (1460/83); VII Orte (ohne Bern), nach 1712 VIII Orte
- Landgrafschaft Thurgau (1460); VII Orte (ohne Bern), nach 1712 VIII Orte
- Herrschaft Rheintal (1490); VIII Orte (ohne Bern mit Appenzell), nach 1712 VIII Orte und Appenzell

## Ennetbirgische oder welsche Vogteien

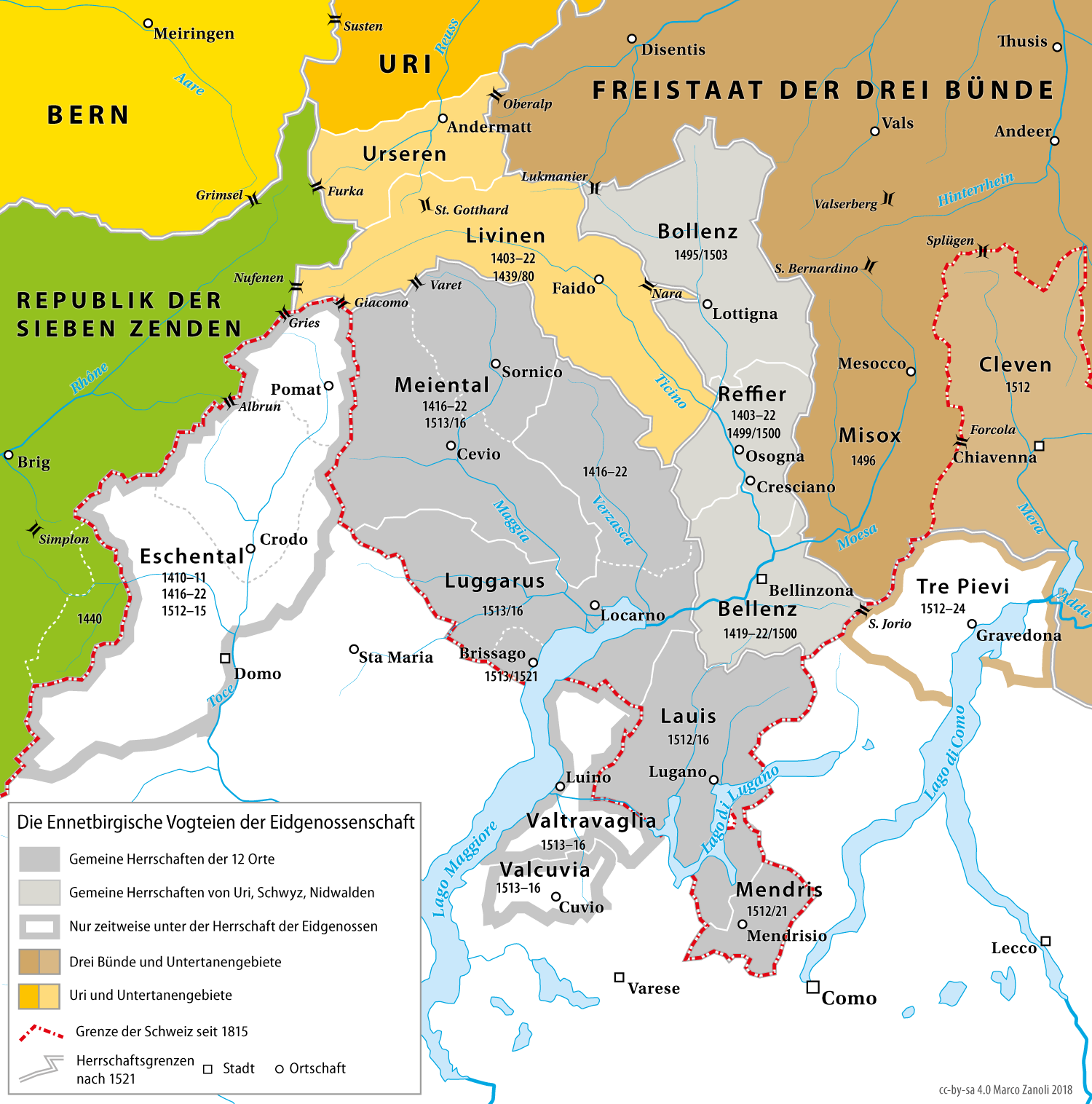
Karte der ennetbirgischen Vogteien der Alten Eidgenossenschaft

Die ennetbirgischen oder welschen Vogteien lagen im heutigen Kanton Tessin. Sie wurden im Zuge der Ennetbirgischen Feldzüge vom Herzogtum Mailand erworben. Die eidgenössische Herrschaft über die Talschaften Travaglia und Cuvio sowie über das Eschental war umstritten und währte nur kurz. Die Vogteien wurden von denjenigen Orten regiert, die bei der Eroberung beteiligt waren. Bei den südlichen Vogteien waren dies alle Orte ausser Appenzell.

### Unter Uri, Schwyz und Nidwalden
- Reffier (Riviera) (1403–1422, 1495)
- Bollenz (Blenio) (1477–80, 1495)
- Bellenz (Bellinzona) (1500)

### Unter den XII Orten
- Maiental (Val Maggia) (1512)
- Lauis (Lugano) (1512)
- Luggarus (Locarno) (1512)
- Mendris (Mendrisio) (1512)
- Val Travaglia (1512–15)
- Cuvio (1512–15)
- Eschental (1512–15)

## Zweiörtige Vogteien
Als «zweiörtige Vogteien» wurden gemeine Herrschaften bezeichnet, deren Herrschaft sich nur zwei eidgenössische Orte teilten. Die Stadt Bern beherrschte auf diese Weise zeitweise mit Solothurn und längerfristig mit Freiburg gemeinsam eroberte Gebiete. Auch die Kantone Schwyz und Glarus teilten sich die Herrschaft über die während des Alten Zürichkrieges heftig umkämpften ehemaligen toggenburgischen bzw. habsburgischen Besitzungen in der Linthebene.

### Bern und Solothurn
- Herrschaft Büren (1388–1393)
- Landgrafschaft Buchsgau (1428–1463)

### Bern und Freiburg
- Herrschaft Grasburg/Schwarzenburg (1423)
- Murten (1475)
- Grandson (1475)
- Orbe und Echallens (1475)

### Schwyz und Glarus
- Grafschaft Uznach (1437)
- Herrschaft Windegg/Gaster (1438)
- Herrschaft Hohensax/Gams (1497)

### Zürich, Glarus und Bern
- Hurden (1712)

## Gemeine Herrschaft mit Zugewandten
1538–69 teilten sich die sieben Zehnden des Wallis und Bern die Herrschaft über einen Teil des heutigen Hochsavoyen. Bis ins 18. Jahrhundert blieb nur die Herrschaft über Tessenberg übrig, die sich ein regierender Ort mit einem zugewandten, hier Bern und das Fürstbistum Basel, teilte.
- Herrschaft Tessenberg (Montagne de Diesse) (1388); Bern, Fürstbistum Basel
- Landvogtei Hochtal (1538–1569); Wallis, Bern

## Weitere Gemeine Herrschaften und Schirmvogteien
Auch einige der Schirmvogteien (Protektorate) der Alten Eidgenossenschaft werden oft als «gemeine Herrschaften» bezeichnet, weil sich mehrere Orte die Schirmherrschaft teilten.
- Dorf Gersau (1332); Luzern, Uri, Schwyz, Unterwalden
- Abtei Bellelay (1414); Bern, Biel, Solothurn. Steht unter der Hoheit des Fürstbistums Basel.
- Fürstabtei Engelberg (1425); Luzern, Uri, Schwyz, Unterwalden
- Fürstabtei St. Gallen (1451); Zürich, Luzern, Schwyz, Glarus. Gleichzeitig ist die Fürstabtei zugewandter Ort.
- Herrschaft Rapperswil (1458); bis 1712: Uri, Schwyz, Unterwalden, Glarus, ab 1712 Zürich, Bern, Glarus
- Grafschaft Toggenburg (1436); bis 1718: Schwyz, Glarus, dann Zürich, Bern. Gleichzeitig ist das Toggenburg Untertanengebiet der Fürstabtei St. Gallen.
- Abtei Pfäfers (1460–1483); Zürich, Luzern, Uri, Schwyz, Unterwalden, Zug, Glarus; 1483 zur Grafschaft Sargans
- Grafschaft Neuenburg (1512–1529); XII Orte